# موت قيصر (لوحة)
موت قيصر (بالفرنسية: La Mort de César) هي لوحة تعود إلى عام 1867 بريشة الفنان الفرنسي جان ليون جيروم. يصور اللحظة التي أعقبت اغتيال الأمبراطور الروماني يوليوس قيصر، عندما كان المتآمرون المبتهجون يبتعدون عن جثته في مجلس الشيوخ الروماني، يوم 15 مارس (إديس مارس)، 44 قبل الميلاد. اللوحة محفوظة في متحف والترز للفنون في بالتيمور، ماريلاند.
إن الوهم الواقعي الذي نقله جيروم إلى لوحاته بأسلوبه السلس المصقول دفع أحد النقاد للتعليق، «إذا كان التصوير الفوتوغرافي موجودًا في أيام قيصر، يمكن للمرء أن يعتقد أن الصورة قد تم رسمها من صورة التقطت على الفور في نفس اللحظة. من الكارثة» 

## خلفية

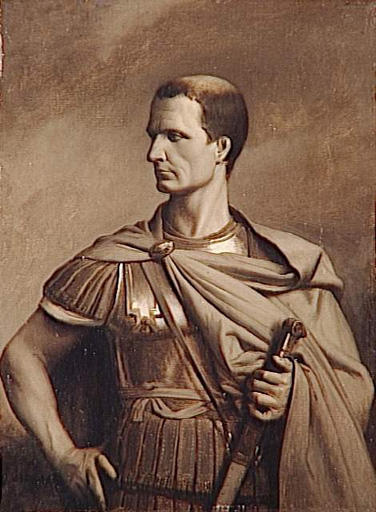
يوليوس قيصر ، بورتريه بواسطة جيروم

كان يوليوس قيصر طموحًا للغاية. بعد توليه السلطات الإدارية رأى قيصر فرصة لزيادة شهرته وثروته عندما دخلت قبيلة من البرابرة إلى جزء من مقاطعات الجمهورية الرومانية. فجهزه جيشاً وقاد حملة أستمرت أربع سنوات، مقلصًا قبائل البربر قبيلة تلو الأخرى حتى أخضع كل بلاد الغال. أدى استخدام قيصر الذكي للكلمة المكتوبة، بالإضافة إلى شهرته المتزايدة في الجمهورية، من عبوره نهر روبيكون بعد أن قال مقولته الشهيرة، «الموت يلقي!» أدى تهديده المباشر للجمهورية الرومانية، ولا سيما السلطة الراسخة لنخبة مجلس الشيوخ، إلى أغتياله. اغتيل يوليوس قيصر في غرفة مجلس الشيوخ الروماني في روما في يوم إديس مارس (كان هذا اليوم معروفا بالنسبة للرومان كموعد نهائي لتسوية الديون)  (15 مارس) في 44 قبل الميلاد. في 15 فبراير، خلال عطلة واسعة النطاق المسمات بمهرجان لوبركاليا. حذرت كالبورنيا قيصر من أن حياته ستكون في خطر خلال الثلاثين يومًا القادمة، لكن القائد الذي خاض حربًا أهلية لم يأخذ هذه الكلمات على محمل الجد. بعد 30 يومًا، في ليلة 15 مارس، حلمت كالبورنيا زوجة قيصر بحلم كانت تحمل جسد زوجها الملطخ بالدماء بين ذراعيها، بينما كان قيصر نفسه يحلم بأنه يطير في السماء، بذراعه مع الاله جوبيتر. رفض قيصر كل المخاوف في محادثة مع كالبورنيا، وأشار إلى أن اليوم لم ينته بعد. في هذه الأثناء، بمناسبة عيد اكتمال القمر، عين قيصر اجتماعًا في 15 مارس خلف رواق مجلس الشيوخ بالقرب من الحدائق في مسرح بومبي، لكنه قرر في نفس الوقت عدم الحضور. بعد عشاء ليلي مع صديقه بروتوس، الذي أكد لقيصر أن غيابه سيعتبر إهانة لأعضاء مجلس الشيوخ، قرر قيصر الحضور شخصيًا إلى مجلس الشيوخ، ولكن فقط لإلغاء الاجتماع. العبد الذي ركض إلى قيصر برسالة عن المؤامرة الوشيكة لم يجده في المنزل. سار القائد الذي يرتدي سترة أرجوانية عبر الحشد، وتمكن أحد الأشخاص من حوله من إعطاء قيصر لفافة تذكر تفاصيل المؤامرة، والتي لم يستطع قراءتها بسبب الحشد. على الرغم من القلق، بعد بعض المداولات في مبنى مجلس الشيوخ، دخل قيصر برفقة بروتوس، الذي لم يعرف قيصر بعد بخيانته، دخل غرفة الاجتماعات وجلس على كرسي ذهبي. لم يمر وقت طويل على الخاتمة، بعد أن اقترب العديد من أعضاء مجلس الشيوخ من قيصر بأكوام من الوثائق التي تم إخفاء الخناجر فيها. بسرعة البرق، تلقى قيصر 23 ضربة، سقط صَرِيعاً على أثرها، ولا يزال يحمل الفافة الغير مقروءة التي تحذره من المؤامرة في يده. من أجل الموت بكرامة، تمكن قيصر في اللحظة الأخيرة قبل الموت من سحب جزء من ردائه (التوجة) ليغطي وجهه. أثناء قتل الدكتاتور من أجل الحفاظ على النظام الجمهوري، لم يعرف أعضاء مجلس الشيوخ بعد أنهم هم الذين مهدوا الطريق لحرب أهلية جديدة، ونتيجة لذلك سقطت الجمهورية الرومانية.

## الوصف

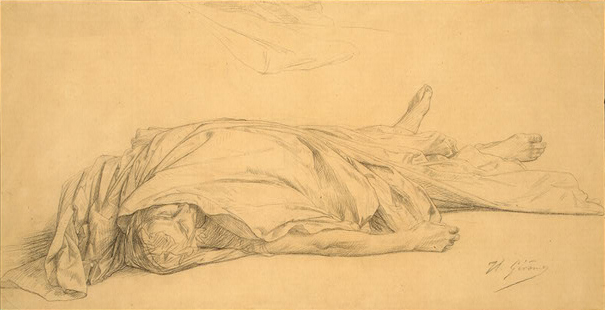
رسم جيروم لجسد قيصر ، 1895

تدعو اللوحة المشاهد إلى النظر في حجم بانورامي تقريبًا مع دقة تفصيلية غير مبالية وتقريباً فوتوغرافية في اللحظات الأولى بعد اغتيال قيصر. انتشر جسده، الذي تركته الحياة، بشكل قطريًا وغير مريح على الأرض ورأسه نحو التمثال الملطخ بالدماء، والذي يلقي بظلاله جزئيًا على الجثة، أرجل قيصر على الكرسي المقلوب في الاتجاه المؤدي إلى باب الخروج من غرفة الاجتماعات. إن لفيفة التي أسقطها قيصر ملقاة على أرضية الفسيفساء، التي تصور جورجون ميدوسا بفم مفتوح وجبهة عابسة، من نظرة واحدة إليها تحول الناس إلى حجر. مجموعة من أعضاء مجلس الشيوخ المبتهجين يغادرون بشكل غير رسمي وبسرعة القاعة، القتلة يخرجون من الغرفة حاملين أسلحتهم للاحتفال بالنصر. بروتوس هو الأخير في الحشد لكنه لا يرفع سلاحه عالياً مثل الآخرين. تشير تصرفات بروتوس إلى أنه وجه الضربة الاخيرة قبل الانضمام إلى الآخرين. يتصاعد الدخان من مدخن بجانب أعضاء مجلس الشيوخ، مما يخلق إحساسًا بالحركة المستمرة داخل القاعة. في القاعة على المقعد الأوسط بين المقاعد الفارغة يجلس سيناتور وحيد الخدر. يبدو أنه نائم، لكنه ليس كذلك، يشد قبضته اليسرى، وينظر بعينين مفتوحتين إلى مكان مقتل قيصر بغضب. إذا قمنا برسم خط من شكل رأس السيناتور وموقعه، فيمكنك العثور على سبب نظرته، انه ينظر إلى رأس ميدوسا. تم تنويمه مغناطيسيًا، كما لو كان الشكل المجمد للسيناتور يلمح إلى أن الجمهورية الرومانية بموت قيصر بدت وكأنها سقطت في حلم. كذلك تم التأكيد على وجود فراغ بين قيصر المقتول وأعضاء مجلس الشيوخ الأحياء، من خلال الأبعاد العملاقة للفضاء المحيط بالعديد من الأشكال المعمارية يمنح المسرح قوة هائلة ودرامية في نفس الوقت.

## الرسام

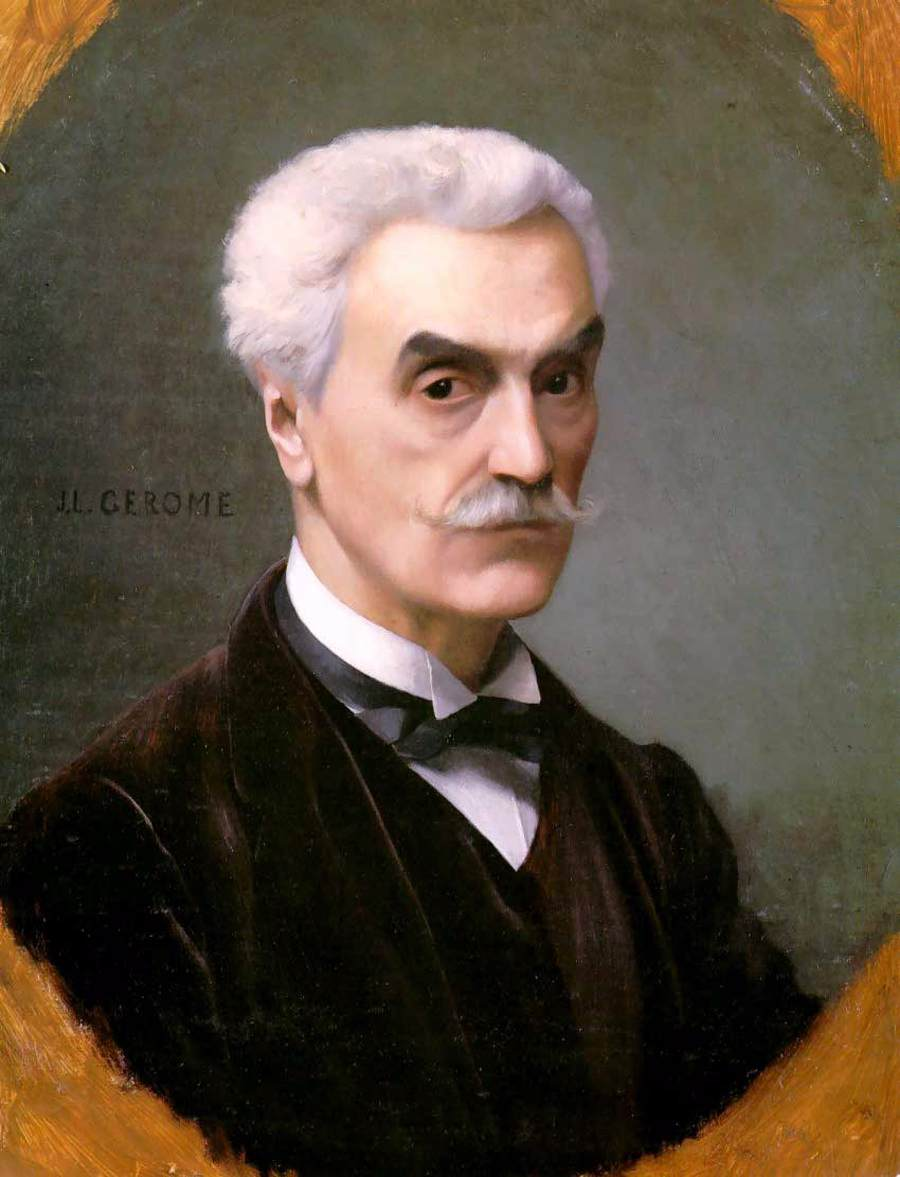
جان ليون جيروم ، صورة ذاتية، 1886

الرسام الفرنسي جان ليون جيروم (1824-1904) درس على يد فنانين مشهورين أمثال بول ديلاروش وتشارلز جلير، والذي غرس فيه لبقية حياته شغفًا بالسفر ودراسة عادات الشعوب المختلفة، بالإضافة إلى حب خاص للشرق. حظيت اللوحات الأولى لجيروم بإشادة كبيرة من قبل أحد أكثر نقاد الفن احتراما وتأثيرا - تيوفيل غوتييه، الذي أصبح فيما بعد صديقه. في فجر ولادة الثقافة الجماهيرية، ذهب جيروم الإقليمي لمقابلة الجمهور الجديد للبرجوازية الفرنسية الناشئة، وأصبح مشهورًا بين الطبقة الأرستقراطية في صالون باريس، وقدمها من خلال صوره الأكاديمية واللوحات الميلودرامية واللوحات عن حملات نابليون والحياة في البازارات العربية. وكذلك يعمل على الموضوعات الأسطورية والمثيرة. في ذروة مسيرته الفنية، كان جيروم زائرًا منتظمًا للعائلة الإمبراطورية وعمل كأستاذ في مدرسة الفنون الجميلة. كان الاستوديو الخاص به ملتقى للفنانين والممثلين والكتاب، وأصبح هو نفسه أستاذًا محترمًا، معروف بذكائه اللاذع، وازدراءه للانضباط، ولكن أساليب التدريس المنظمة بصرامة والعداء الشديد للانطباعية.
في هذا الوقت في فرنسا، كان هناك طلب لنهج جديد للرسم التاريخي، تم التعبير عنه في كلمات المؤرخ بروسبر دي بارانت، الذي كتب «نريد جميعًا أن نعرف كيف عاشت المجتمعات والأفراد في وقت سابق. نطالب بأن تكون صورتهم واضحة للعيان في مخيلتنا، وأن تظهر على قيد الحياة أمام أعيننا». منذ أواخر خمسينيات القرن التاسع عشر، كان جيروم مغامرًا بشكل لا يصدق في اختياره للمواضيع التاريخية الشهيرة التي تتراوح من اليونان القديمة وروما إلى فرنسا الحديثة. في الوقت نفسه، يبدو أن جيروم قد استجاب لنداء بارانت من خلال إجراء إعادة تفكير انتقائية إلى حد ما في أكاديميته، إلى حد كبير تحت تأثير جان أوغست دومينيك إنجرس، الذي رسم لوحاته على موضوعات يونانية قديمة من خلال منظور شخصي، وكذلك أستاذه ديلاروش. الذي اختار النهج المسرحي في الرسم على الموضوعات التاريخية التي تكون أكثر فهمًا للجمهور. بدأ جيروم العمل على تحقيق توازن بين واقعية الدقة الوثائقية تقريبًا والنهج العلمي لإعادة البناء المجازي للأحداث التاريخية، وتطوير القدرة على إدارة الإمكانات السردية لمخططات لوحاته ببراعة، ونتيجة لذلك صنعوا انطباع لا يمحى على الجمهور. رفض جيروم التعميمات الشعرية والمثالية للشخصيات الرئيسية، ومع ذلك، فإن تقنية الرسم المتوازنة والدقيقة للفنان جعلت الناس عمليا شهودا مباشرين لأحداث الماضي. في الوقت نفسه، غالبًا ما اتُهم جيروم بالعمل من أجل تلبية احتياجات الجمهور وعدم التفكير في الطلب المستقبلي على مؤامرات لوحاته. لذلك، ومن أجل التحقق من حدود اختيار الموضوعات المسموح بها والمسموح بها قانونًا في الفنون المرئية، قرر جيروم أن يشرع في كتابة عمل حول موضوع اغتيال قيصر.